# Estelle Mosselly
Estelle Mosselly (n. 19 august 1992, Créteil, Île-de-France, Franța) este o boxeră ce a reprezentat Franța, medaliată olimpică. A participat la două ediții ale Jocurilor Olimpice (2016, 2024) în care a câștigat o medalie de aur.

## Participări
Lista de mai jos prezintă principalele competiții la care a participat Estelle Mosselly de-a lungul carierei.
- Boxe nos Jogos Olímpicos de Verão de 2016 - Peso leve feminino[*]